# ستيفن ستريتماتر
ستيفن مارك ستريتماتر (مواليد 25 أغسطس 1958 في مدينة سانت لويس بولاية ميزوري)، هو عالم طب أعصاب أمريكي.
حصل على درجة البكالوريوس في الكيمياء الحيوية عام 1980 من كلية هارفارد. وفي عام 1986 حصل على الماجستير والدكتوراه في الصيدلة من جامعة جونز هوبكنز. أنجز ستريتماتر تدريبه الطبي وإقامته في طب الأعصاب في مستشفى ماساتشوستس العام. ثم انضم إلى هيئة التدريس بجامعة ييل عام 1993. يشغل ستريتماتر حاليا كرسي البروفيسور فينسينت كوتس لطب الأعصاب، وهو المدير المؤسس لبرنامج علم الأعصاب الخلوي في جامعة ييل، وبرنامج التنكس العصبي والإصلاح، ومركز ييل لأبحاث مرض الزهايمر، وعيادات ييل لاضطرابات الذاكرة.
نشر البروفيسور ستريتماتر أكثر من 240 بحثاً مبتكراً. ونال عددا من الجوائز، منها: جائزة الملك فيصل العالمية.